# Tomer Bar
Tomer Bar (em hebraico: תומר בר ; Kfar Yehoshua, 1969) é um general israelita que atualmente serve como comandante da Força Aérea Israelense. Antes de ser selecionado para substituit Amikam Norkin, Bar foi chefe da Direção de Conceção de Forças das Forças de Defesa de Israel, uma versão reorganizada do que foi outrora a Direção de Planeamento.

## Biografia
Bar nasceu em 1969. Ele se alistou nas Forças de Defesa de Israel em 1987 e concluiu o curso de piloto em 1989.
Após um período de estudos nos Estados Unidos, foi designado piloto de F-15 no 133º Esquadrão de Israel em 1998.
De 1999 a 2002, atuou como chefe da Divisão de Operações no Quartel-General da Força Aérea. Em 2005, Bar foi nomeado comandante do 69º Esquadrão de Caça, que foi equipado com o F-15I, e comandou o esquadrão durante a Segunda Guerra do Líbano . Durante seu mandato, o esquadrão realizou a Operação Orchard, a destruição de uma instalação nuclear síria em 6 de setembro de 2007. Durante seu serviço, ele atuou como chefe do Departamento de Operações da Força Aérea por três anos, incluindo durante a Operação Chumbo Fundido. Em 2010, foi nomeado comandante da Academia de Voo da Força Aérea Israelense e serviu nessa posição até 2012.
Em fevereiro de 2012, ele foi promovido ao posto de general de brigada e nomeado comandante da Base Aérea de Tel Nof, onde participou do treinamento de operadores de veículos aéreos não tripulados e comandou a base durante a Operação Pilar Defensivo. Em 17 de outubro de 2017, ele foi nomeado chefe do Estado-Maior da Força Aérea e serviu nessa posição até 22 de outubro de 2019. Em 18 de junho de 2020, ele foi promovido ao posto de Major-General e nomeado Chefe da Diretoria de Design da Força IDF em 21 de junho.
Ao longo de 2023, ele enfrentou o desafio de pilotos reservistas da Força Aérea se recusando a servir em protesto como parte de seu envolvimento nos protestos contra reforma judicial israelense de 2023. Em 3 de outubro de 2023, Bar emitiu um ultimato aos pilotos que protestavam contra a reforma judicial e que se recusavam a servir, para que retornassem ao serviço até 17 de outubro ou corressem o risco de serem removidos da Força Aérea.
Em 7 de outubro de 2023, o grupo militante Hamas lançou um ataque surpresa contra Israel, resultando na morte de centenas de soldados e civis israelenses. A Força Aérea, comandada por Bar, participou de operações para conter os militantes que se infiltraram no país durante o ataque. Também realizou ataques intensivos na Faixa de Gaza e no Líbano durante a guerra de Gaza e desempenhou um papel significativo no combate aos ataques iranianos contra Israel em abril de 2024. Ao longo da guerra, ele também realizou várias missões de combate.

## Prêmios e condecorações
Bar recebeu três medalhas de campanha pelos seus serviços durante três conflitos.
|  |  |  |

| Segunda Guerra do Líbano | Conflito no Sul do Líbano | Operação Margem Protetora |